# Воловотке
Воловотке (Orobanchaceae), породица скривеносеменица из реда Lamiales обухвата око 90 родова са више од 2.000 врста. Већина наведених родова раније је сврставанa, а према неким класификацијама и данас се сврстава у породицу Scrophulariaceae, али заједно представљају специфичну породицу паразитских и полупаразитских родова биљака које живе на кореновима биљака домаћина.

## Основне одлике
Биљке из породице воловотки су једногодишње, двогодишње или вишегодишње, зељасте или жбунасте паразитске биљке без хлорофила. Као и већина паразитских биљака и воловотке су везане за своје домаћину помоћу хаусторија, које преносе хранљиве материје од домаћина до паразита. Полупаразитске врсте поседују и додатни, латерални коренов систем.
Код највећег броја родова стабло је неразгранато, жућкасте боје (етиолирано), са траговима хлорофила. Листови су јако редуковани, сведени на љуспе. Постављени су наизменично, спирално распоређени.
Цветови су са петочланим цветним омотачем, круница је двоусната, прашника је четири, а синкарпни гинецеум је са надцветним плодником. Скупљени су у гроздасте цвасти. Плод је чаура са великим бројем ситних семена.

## Распрострањеност
Воловотке су космополитска породица. Распрострањене су у умереном појасу Европе, Африке, Америке, Азије и Аустралије.

## Родови
- (паразит)
- (полупаразит)
- (полупаразит)
- (полупаразит)
- (полупаразит)
- (полупаразит)
- (полупаразит)
- (паразит)
- (полупаразит)
- (полупаразит)
- (полупаразит)
- (полупаразит)
- (полупаразит)
- (паразит)
- (полупаразит)
- (паразит)
- (паразит)
- (полупаразит)
- (паразит)
- (полупаразит)
- (полупаразит)
- (полупаразит)
- (полупаразит)
- (паразит)
- (полупаразит)
- (паразит)
- (полупаразит)
- (полупаразит)
- (полупаразит)
- (полупаразит)
- (паразит)
- (полупаразит)
- (паразит)
- (полупаразит)
- (паразит)
- (полупаразит)
- (паразит)
- (полупаразит)
- (полупаразит)
- (није паразит)
- (полупаразит)
- (полупаразит)
- (паразит)
- (полупаразит)
- (полупаразит)
- (полупаразит)
- (полупаразит)
- (полупаразит)
- (полупаразит)
- (полупаразит)
- (полупаразит)
- (полупаразит)
- (hemiparasitic)
- (полупаразит)
- (паразит)
- (полупаразит)
- (полупаразит)
- (полупаразит)
- (полупаразит)
- (полупаразит)
- (паразит)
- (паразит)
- (полупаразит)
- (полупаразит)
- (паразит)
- (полупаразит)
- (полупаразит)
- (полупаразит)
- (полупаразит)
- (полупаразит)
- (полупаразит)
- (није паразит, понекад се сврстава ван породице Orobanchaceae, као сестрински таксон)
- (полупаразит)
- (полупаразит)
- (полупаразит)
- (полупаразит)
- (полупаразит)
- (полупаразит)
- (полупаразит)
- (полупаразит)
- (полупаразит)
- (полупаразит)
- (полупаразит)
- (полупаразит)
- (полупаразит)
- (полупаразит)
- (паразит)
- (полупаразит)
- (није паразит)
- (полупаразит)
- (полупаразит)
- (полупаразит)
- (полупаразит)[6]

## Важније врсте из породице воловотки
-Euphrasia rostkoviana - Видац
-Lathraea squamaria - Потајница
-Orobanche minor - Мала водњача